# Liant hydrocarboné
Un liant hydrocarboné est d'une manière générale un matériau adhésif (un liant) contenant du bitume, du goudron, ou les deux. Cet élément agrégé avec des granulats fournit des « matériaux enrobés ».
À défaut d'autre donnée, la masse volumique du bitume est prise égale à 1,03 g cm−3 à 25 °C, soit 1 030 kg m−3 ou 1,03 t m−3.

## Historique
On distingue, très schématiquement, les périodes suivantes :
- de 1900 à 1930 : le goudron de houille ;
- de 1930 à 1950 : les émulsions de bitume ;
- Jusqu’en 1970 : les bitumes purs ;
- les années 1970 : les bitumes polymères ;
- les années 1980 : les liants modifiés et les additifs ;
- les années 1990 : les bitumes spéciaux.

## Classification

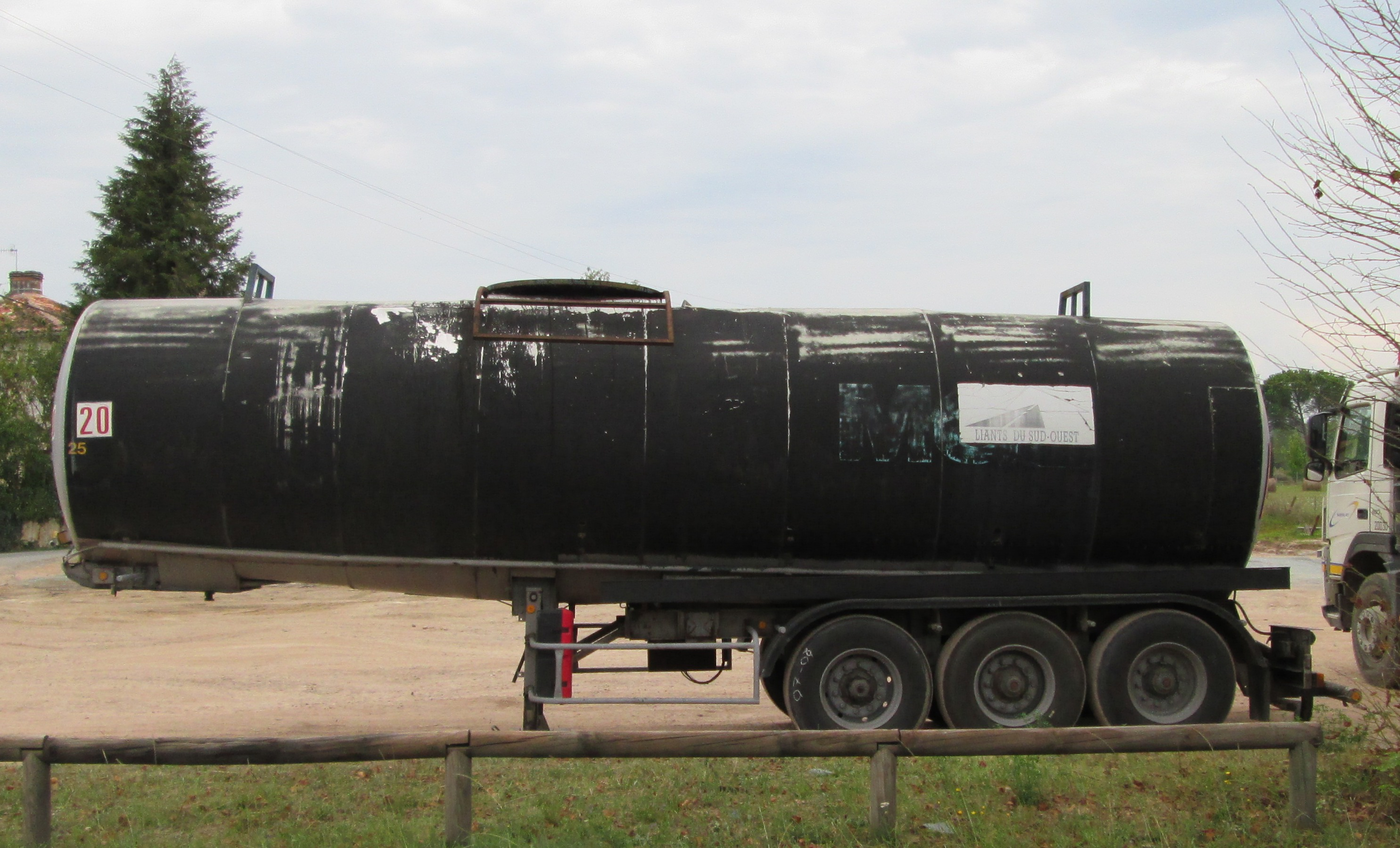
Citerne calorifugée (à) à bitume routier.

Une classification des liants est donnée dans la norme européenne EN 12-597. On différencie d'abord les liants bitumineux, qui regroupent des liants ou mélanges de liants et de granulats qui contiennent du bitume, et les liants à base de goudron. Les liants bitumineux sont ensuite classés selon l'origine du bitume : naturelle ou dérivée du pétrole. Les liants bitumineux issus du pétrole sont quant à eux différenciés selon leur structure :
- bitume pur ;
- bitume fluidifié, bitume additionné d'un diluant ;
- bitume fluxé, bitume additionné d'une huile de fluxage ;
- bitume modifié : bitume dont les propriétés rhéologiques ont été modifiées pendant la fabrication par l'emploi d'un ou plusieurs agents chimiques ;
- émulsion de bitume ;

et selon leur usage :
- bitume routier : bitume utilisé pour l'enrobage des granulats destinés à la construction et l'entretien des routes et des structures assimilées ;
- bitume industriel : par opposition au précédent, bitume servant à d'autres usages que la construction et l'entretien des routes et des structures assimilées.

## Goudron de houille
Le goudron de houille appelé goudron ou goudron a la résine de pin[réf. nécessaire] est utilisé dans les chantiers d'autoroute ou de circulation carrossable. Il est utilisé pour son adhésivité et son pouvoir filtrant.

## Types de bitumes

### Bitume naturel
Le bitume existe à l’état naturel sous forme de résidu d’anciens gisements de pétrole dont les éléments les plus légers ont été éliminés au cours du temps par une sorte de distillation naturelle. Il est extrait soit à ciel ouvert (les gisements se présentent alors comme de véritables lacs), soit  sous forme de filons en sous-sol. Le plus connu de ces bitumes naturels est le bitume de Trinidad qui relève du premier type de gisement.
La production mondiale est très faible puisqu’elle ne dépasse pas 200 000 t.
Les bitumes naturels ne sont guère utilisés que comme ajouts pour certaines utilisations particulières, compte tenu de leurs caractéristiques spécifiques (aptitude à être colorés, effet stabilisateur pour les asphaltes coulés, etc.).
Le bitume de Trinidad épuré est extrait par raffinage, il contient une partie minérale, sa masse volumique est voisine de 1,40 g·cm-3, la pénétration à 25 °C est comprise entre 1 1/10 mm et 4 1/10 mm, et la température bille-anneau supérieure à 90 °C. (Le bitume « soluble » a une pénétration standard de 3 à 12 1/10 mm et une température bille-anneau comprise entre 68 °C et 78 °C).
Poudre de Trinidad 50/50 :

C'est un mélange composé de 50 % de bitume de Trinidad épuré et de 50 % de filler calcaire.
Gilsonite :

La gilsonite est un hydrocarbure naturel, qui se présente sous forme de 0/2. La masse volumique est de 1,05 g·cm-3, la pénétration standard est voisine de 0 (1/10 mm) et la température bille-anneau supérieure à 150 °C. Le dosage varie de quelques pour cent à 10 % des granulats secs.

### Asphalte naturel
L’asphalte naturel est constitué par une roche calcaire imprégnée d’hydrocarbures lourds (jusqu’à 20 %).
L’asphalte naturel entre traditionnellement dans la composition de l’asphalte coulé. Il peut également être utilisé comme appoint dans les enrobés auxquels il apporte du liant et des fines.

### Bitumes de pétrole
Ils comprennent les bitumes purs normalisés (norme NF EN 12591) et les bitumes spéciaux divisés en bitumes de grade « dur » (NF EN 13924) et en bitumes à susceptibilité améliorée.
Les bitumes routiers sont répartis en trois groupes de classes au sein de la présente norme européenne : NF EN 12591.
- Classes définies par une pénétrabilité nominale à 25 °C de 20x 0,1 mm à 330 x 0,1 mm, spécifiées par la pénétrabilité à 25 °C et le point de ramollissement.
- Classes définies par une pénétrabilité nominale à 25 °C de 250x 0,1 mm à 900 x 0,1 mm, spécifiées par la pénétrabilité à 15 °C et la viscosité dynamique à 60 °C.
- Classes définies et spécifiées par la viscosité cinématique à 60 °C pour les bitumes mous.

## Bitumes fluidifiés et fluxés

### Bitume fluidifié
Un bitume fluidifié, ou cut back, est un bitume dont on a réduit la viscosité en lui ajoutant un diluant assez volatil (du pétrole ou du kérosène par exemple).

### Bitume fluxé
Un bitume fluxé est un bitume dont la viscosité a été réduite par l'ajout d'une huile de fluxage.

## Bitumes modifiés
Les bitumes modifiés sont des liants bitumineux dont les propriétés ont été modifiées par l'emploi d'un agent chimique, qui, introduit dans le bitume de base, en modifie la structure chimique et les propriétés physiques et mécaniques. Ils sont codifiés dans la norme NF EN 14023. La norme est plutôt une description qu'une véritable classification en fonction de performances.

### Bitumes-polymères

#### Polyéthylène
Provenance : déchets de câble, broyage de bouteilles de lait, de films polyéthylène, polyéthylène neuf.
Les déchets de polyéthylène sont souvent un mélange de polyéthylène haute et basse densité. Lors de la fusion voisine de 130 °C le polyéthylène se combine en partie avec le bitume. Le dosage est habituellement compris entre 0,4 % et 1 %, par rapport aux granulats. La proportion de polyéthylène par rapport au bitume, peut ainsi varier entre 20 % et 66 %.

#### Polymères
Ils se présentent sous forme de granulés incorporés lors du malaxage du mélange.

### Bitumes pigmentables
Ils sont obtenus à partir de bruts sélectionnés et sont caractérisés par une très faible teneur en asphaltènes. Les grades sont les mêmes que pour les bitumes routiers classiques.
La coloration se fait à l'aide d'oxydes métalliques à raison de 2,5 % à 6 % environ en masse par rapport à l'enrobé.

### Liants bitumineux avec charges minérales
Ces liants prêts à l'emploi sont obtenus par mélange en usine, de bitume pur et de charges minérales, par exemple de la chaux. La teneur en liant est différente de la teneur en bitume.

## Émulsion de bitume
Une émulsion de bitume est un mélange de bitume et d'eau en suspension.

## Bitumes spéciaux
Les bitumes spéciaux, c'est-à-dire hors spécifications applicables aux bitumes purs de distillation directe et devant satisfaire à des exigences particulières, ont été déclinés pour constituer une famille de produits très segmentée :

### Liants clairs et pigmentables
Ces liants sont obtenus par mélange de coupes pétrolières et pétrochimiques sans asphaltènes. Ils se présentent sous un aspect transparent en film mince qui permet de garder la teinte naturelle du granulat. Ils peuvent être colorés par l'addition de 2 % de pigments.

#### Colorants
Les pigments organiques fournissent des nuances variées et très lumineuses, mais présentent une instabilité à la lumière et aux températures élevées.
Les colorants utilisés en technique routière sont des pigments minéraux qui ont fait preuve de thermostabilité lors de la confection à chaud des revêtements bitumineux, de résistance aux intempéries ainsi qu'à la lumière (UV).
Les plus courants sont les oxydes métalliques suivants :
- les oxydes de fer de couleur rouge, jaune ou grise ;
- le chromate de plomb jaune clair (toxique) ;
- l'oxyde de chrome de couleur verte (toxique) ;
- l'oxyde de cobalt de couleur bleue (très coûteux);
- l'oxyde de titane de couleur blanche (coûteux).

### Bitume antikérosène
Ce sont des bitumes spécialement formulés pour résister au risque de dissolution par les pertes de kérosène sur les parkings et voies de circulation des aéroports. Ils peuvent être utilisés dans la composition des Bétons Bitumineux Aéronautiques (BBA).

## Bitumes composés

### Bitume-caoutchouc
Incorporé au moment du malaxage, le caoutchouc se combine partiellement avec le bitume. La température de fabrication est supérieure à celle du bitume pur. 

La masse volumique du caoutchouc est de 1,15 g·cm-3.

### Bitume-fibres
Les fibres peuvent être mélangées au liant préalablement ou introduites dans le mélange à sec ou encore après incorporation du bitume. Selon le type de fibres, le mode de préparation en laboratoire doit être adapté tout en restant fidèle au mode d'incorporation industrielle.
Différentes natures de fibres sont utilisées :
- verre : ce sont des fibres inorganiques de longueur comprise entre 100 μm et 10 mm, d'un diamètre de l'ordre de 5 μm à 6 μm. Le traitement de surface conditionne les propriétés induites. Le dosage habituel est de 0,8 % par rapport aux granulats. Leur masse volumique est de 2,5 g·cm-3 et leur surface spécifique théorique est de 0,3 m2·g-1 ;

- cellulose : ce sont des fibres naturelles de longueur comprise entre 900 ~tm et 1,1 mm, d'un diamètre de l'ordre de 15 μm à 50 pm. Elles peuvent être pré-enrobées sous forme de granulés. Leur dosage est de 0,3 % au maximum par rapport aux granulats. Leur masse volumique est de 0,9 g·cm-3 et leur surface spécifique théorique est de 0,16 m2·g-1 ;

- roche : ce sont des fibres minérales de longueur comprise entre 200 μm et 2 mm, d'un diamètre de l'ordre de 3 μm à 5 μm. Leur masse volumique est de 2,7 g·cm-3 et leur surface spécifique théorique est de 0,6 m2·g-1 ;

- polyester : ce sont des fibres synthétiques de longueur comprise entre 600 μm et 1,2 mm, voire 6 mm. Elles résistent à une température de 220 °C. Le dosage est de l'ordre de 0,6 % par rapport aux granulats ;

- composite : ce sont des fibres issues de produits de recyclage par exemple de pièces automobiles.

## Additifs
Les additifs sont des matériaux ajoutés en petites quantités aux composants de l’enrobé pour en améliorer les propriétés. Ils peuvent être introduits soit dans le mélange au moment du malaxage soit directement dans la cuve bitume.
Pour améliorer l'affinité réciproque entre le liant et les granulats et en assurer la pérennité, des dopes d'adhésivité peuvent être utilisés. II s'agit principalement de composés tensioactifs azotés dérivés des acides gras (amines, polyamines, etc.) dosés à environ 0,3 à 0,6 % du bitume. La chaux ou les fines calcaires, dosées jusqu'à 1 % du bitume, peuvent également être utilisées comme agents dopants.

## Essais pour la caractérisation des liants
On distinguera : 
- les analyses physico-chimiques ;
- les indicateurs traditionnels pour la caractérisation des liants bitumineux ;
- les essais de simulation du vieillissement ;
- les méthodes d’étude spécifiques aux liants modifiés ;
- les essais rhéologiques ;
- les essais mécaniques pour caractériser la rupture ;
- les essais de traction.